# Leucoloma scopareolum
Leucoloma scopareolum là một loài rêu trong họ Dicranaceae. Loài này được Müll. Hal. Renauld mô tả khoa học đầu tiên năm 1898.